# 제57회 아카데미상
제57회 아카데미상은 1985년 3월 25일에 열린 시상식이다. LA 도로시 챈들러 파빌리온에서 개최되었으며 사회자는 잭 레먼이다.

## 후보 및 수상

### 작품상
- 아마데우스 - 사울 제인츠 수상
- 킬링 필드 - 데이빗 퍼트냄
- 인도로 가는 길 - John Brabourne
- 마음의 고향 - 알린 도노반
- 솔져 스토리 - 노만 주이슨

### 남우주연상
- 아마데우스 - F. 머레이 아브라함 수상
- 아마데우스 - 톰 헐스
- 킬링 필드 - 샘 워터스톤
- 스타맨 - 제프 브리지스
- 볼케이노 - 앨버트 피니

### 여우주연상
- 마음의 고향 - 샐리 필드 수상
- 보스톤 사람들 - 바네사 레드그레이브
- 컨츄리 - 제시카 랭
- 인도로 가는 길 - 주디 데이비스
- 살아가는 나날들 - 씨씨 스페이식

### 남우조연상
- 킬링 필드 - 행 S. 응고르 수상
- 타잔 - 크리스토퍼 램버트 편 - 설 랄프 리차드슨
- 베스트 키드 - 팻 모리타
- 마음의 고향 - 존 말코비치
- 솔져 스토리 - 아돌프 캐서

### 여우조연상
- 인도로 가는 길 - 페기 아쉬크로프트 수상
- 내츄럴 - 글렌 클로즈
- 마음의 고향 - 린제이 크루즈
- 그리니치의 건달들 - 제라르딘 페이지
- 위험한 유혹 - 크리스틴 라티

### 감독상
- 아마데우스 - 밀로스 포먼 수상
- 브로드웨이의 대니 로즈 - 우디 앨런
- 킬링 필드 - 롤랑 조페
- 인도로 가는 길 - 데이빗 린
- 마음의 고향 - 로버트 벤튼

### 각본상
- 마음의 고향 - 로버트 벤튼 수상

### 각색상
- 아마데우스 - 피터 쉐파 수상

### 촬영상
- 킬링 필드 - 크리스 멘지스 수상

### 편집상
- 킬링 필드 - 짐 클락 수상

### 미술상
- 아마데우스 - 패트리지아 본 브랜던스타인 수상

### 의상상
- 아마데우스 - 데오드르 피스텍 수상

### 분장상
- 아마데우스 - Paul LeBlanc 수상

### 음악상
- 인도로 가는 길 - 모리스 자르 수상

### 주제가상
- 우먼 인 레드 - 스티비 원더 수상

### 음향믹싱상
- 아마데우스 - Berger 수상

### 시각효과상
- 인디아나 존스: 미궁의 사원 - 데니스 머렌 수상

### 외국어영화상
- La Diagonale du fou 수상

### 단편애니메이션상
- Charade - John Minnis 수상

### 단편영화상
- Up - Mike Hoover 수상

### 장편다큐멘터리상
- The Times of Harvey Milk - Robert Epstein 수상

### 단편다큐멘터리상
- The Stone Carvers - Marjorie Hunt 수상

### 특별공헌상
- 살아가는 나날들 - Kay Rose 수상

### 공로상
- 제임스 스튜어트 수상

### 진 허숄트 박애상
- David L. Wolper 수상

### 고든 소이어 상
- Linwood G. Dunn 수상

## 같이 보기
- 제42회 골든 글로브상
- 제5회 골든 래즈베리상
- 제38회 영국 아카데미 영화상